# 廉友良
廉 友良（ヨム・ウヤン、朝鮮語: 염우양/廉友良、1911年10月5日 - 没年不明）は、大韓民国の教員、政治家。第3代韓国国会議員。本貫は坡州廉氏。名前はヨム・ウリャン（朝鮮語: 염우량）とも表記される。

## 経歴
忠清南道公州出身。公州永明高等学校を経て護国軍士官学校（1期生）卒。公州保安隊長、反託闘争委員会公州郡支部長、民族代表者大会公州郡代議員、公州能仁高等公民学校長などを務め、自由党創立の際にも名を連ねた。その後は自由党公州甲区党委員長を務め、1954年の第3代総選挙では公州甲地区より自由党の公認で立候補して当選し、国会議員となった。1956年に同党院内副総務に選出された。1967年5月には新民党を離党し韓国独立党に入党し、第7代総選挙に出馬するも落選、1969年3月19日時点では「改憲推進委員会」に参加していた。以後の消息、近況ともに不明。